# رن چین
رن چین (انگلیسی: Ren Qin؛ زادهٔ ۲۸ مارس ۱۹۶۲) کشتی‌گیر اهل چین بود. وی در بازی‌های المپیک تابستانی ۱۹۸۴ شرکت کرده‌است.